# Channallabes apus
Channallabes apus е вид лъчеперка от семейство Clariidae. Видът не е застрашен от изчезване.

## Разпространение
Разпространен е в Ангола, Габон, Демократична република Конго и Централноафриканска република.

## Описание
На дължина достигат до 32,7 cm.